# San Giovanni di Gerace
San Giovanni di Gerace község (comune) Calabria régiójában, Reggio Calabria megyében.

## Fekvése
A megye északkeleti részén fekszik. Határai: Grotteria és Martone.

## Története
A települést valószínűleg az ókorban, a bruttiusok alapították. Hosszú ideig Grotteriához tartozott. A 19. században nyerte el önállóságát, amikor a Nápolyi Királyságban felszámolták a feudalizmust.

## Népessége
A népesség számának alakulása:

## Főbb látnivalói
- Santa Maria delle Grazie-templom
- Santa Maria Assunta-templom
- San Giovanni Battista-templom